# Follow this
Follow This is een Nederlandse klimaatorganisatie en non-profit vereniging van activistische aandeelhouders, opgericht in 2015. De organisatie mobiliseert milieubewuste beleggers door klimaat-gerelateerde aandeelhoudersresoluties in te dienen bij aandeelhoudersvergaderingen grote olie- en gasbedrijven. Het doel is om deze bedrijven ertoe te bewegen hun emissie reductie in lijn te brengen met de doelstellingen in het Klimaatakkoord van Parijs.

## Geschiedenis
Follow this werd in 2015 opgericht door Mark van Baal, voortkomend uit frustratie over de rol van oliebedrijven en financiële instellingen in de klimaatcrisis. Follow This maakt gebruik van het recht om als kleine aandeelhouder resoluties in te dienen die het klimaat op de agenda van Big Oil zetten.
Doorbraken kwamen toen internationale institutionele beleggers zich achter de resoluties schaarden en olie- en gasbedrijven door aanhoudende druk van aandeelhouders hun klimaatambities gingen aanscherpen.

## Organisatie
Follow This is een vereniging met een ledenbestand van enkele duizenden leden. Sinds 2021 is Follow This door de Nederlandse Belastingdienst erkend als Algemeen Nut Beogende Instelling (ANBI). De financiering van Follow This komt voornamelijk uit filantropische bijdragen, aangevuld met lidmaatschapscontributie en donaties van sympathisanten.

## Resoluties
Follow This diende in 2016 haar eerste aandeelhoudersresolutie in tijdens de jaarlijkse aandeelhoudersvergadering van Shell. Deze resolutie kreeg 2,8% van de stemmen. Sindsdien heeft de organisatie klimaatresoluties ingediend bij grote oliebedrijven over de hele wereld, waaronder Shell, BP, TotalEnergies, ExxonMobil en Chevron.
De stemresultaten lopen erg uiteen:
- 2016–2020: geleidelijk groeiende steun bij Shell van 2,8% tot 14%
- 2021: ~80% bij Phillips 66, ~60% bij ConocoPhillips, ~40% bij Equinor, ~30% bij Shell, ~20% bij BP
- 2022: ~30% bij Chevron en ExxonMobil
- 2023: ~30% bij TotalEnergies
- 2024: ~20% bij Shell
- 2025: ~24% bij BP (stem tegen de herbenoeming van de bestuursvoorzitter)

Stemresultaten worden gepubliceerd in verschillende nieuwsmedia zoals de Financial Times, Reuters, The Wall Street Journal, The Guardian, Euronews, en Capital Monitor.

## Impact op oliebedrijven
Ondanks dat resoluties van Follow This zelden een meerderheid van de stemmen behalen, gingen enkele betrokken oliebedrijven over tot actie. Zo droeg aandeelhoudersdruk er volgens berichten aan bij dat Shell in 2018–2019 emissie-reductiedoelen formuleerde. In 2021 leidde een meerderheid voor een resolutie bij Phillips 66 ertoe dat het bedrijf aankondigde haar Scope 3-emissies te willen terugdringen. Door aanhoudende druk van aandeelhouders erkennen inmiddels vier van de vijf grootste oliebedrijven—Shell, BP, TotalEnergies en Chevron—dat Scope 3 uitstoot tot hun verantwoordelijkheid behoort. ExxonMobil is de enige uitzondering.

## Impact op beleggers
Financiële instellingen zoals verzekeraars en vermogensbeheerders erkennen dat klimaatverandering een risico vormt voor de wereldeconomie. Het gebruik van stemrecht voor klimaatresoluties past in hun strategie om hun blootstelling aan mogelijk waardeloze activa (stranded assets) te beperken. Sommige institutionele beleggers dienen ook resoluties in samen met Follow This, zoals bij Total Energies in 2023 en Shell in 2024.